# 孔传祖
孔传祖（？—？），汉军镶红旗人，是一名清朝政治人物。
孔传祖曾于1746年接替马鹏飞任南汇县知县一职，1747年由王延熙接任。